# Campionato finlandese di pallavolo maschile
Il campionato finlandese di pallavolo maschile è un insieme di tornei pallavolistici per squadre di club finlandesi, istituiti dalla Federazione pallavolistica della Finlandia.

## Struttura
- Campionati nazionali professionistici:

Lentopallon Mestaruusliiga: a girone unico, partecipano undici squadre.
- Campionati nazionali non professionistici:

Lentopallon 1-sarja: a girone unico, partecipano otto squadre;
Lentopallon 2-sarja: a cinque gironi, partecipano ventisei squadre;